# Bishopsgate
Bishopsgate es uno de los veinticinco wards de la City de Londres, Inglaterra (Reino Unido), y también el nombre de una calle (parte de la autopista A10) entre Gracechurch Street y Norton Folgate, situada en la esquina noreste del distrito financiero principal de Londres. El nombre de Bishopsgate (literalmente, «puerta del obispo») procede de una de las ocho puertas originales de la Muralla de Londres. La ubicación de esta antigua puerta está marcada por una mitra de obispo de piedra, fijada en lo alto de un edificio situado en la intersección de Bishopsgate con Wormwood Street, frente a la Heron Tower. Aunque decenas de miles de personas trabajan en el barrio, tiene una población de solo 222 residentes (según el censo de 2011).

## Geografía
El barrio, que es relativamente grande para el tamaño de la City, está delimitado por Worship Street por el norte, que constituye también el límite de la City con los boroughs de Islington y Hackney. Al este limita con el barrio de Portsoken y el borough de Tower Hamlets. El límite por el oeste está formado por Old Broad Street y el propio ward de Broad Street. Bishopsgate también limita con los barrios de Aldgate (sureste), Coleman Street (oeste), Cornhill (suroeste) y Lime Street (sur). El barrio de Bishopsgate está a ambos lados de la antigua línea de la Muralla de Londres y a menudo se divide en dos partes: Within y Without («dentro» y «fuera» de la muralla), con un representante (alderman) designado para cada parte.
Desde los cambios de límites de la City en 1994 y del barrio en 2003, casi todo el barrio está fuera de la muralla; solo una pequeña zona sigue en la parte de dentro de la muralla de Bishopsgate. Antiguamente, el barrio se extendía mucho más hacia el sur a lo largo de la calle Bishopsgate y Gracechurch Street, hasta llegar al barrio de Langbourn, pero en los cambios de 2003 gran parte de la parte de Bishopsgate Within se transfirió a Cornhill y Lime Street. En el cambio de límites de 2013 no se realizó ninguna modificación en los límites del barrio de Bishopsgate.

## Historia
Originalmente romana, la Bishop's Gate fue reconstruida por los comerciantes hanseáticos en 1471 a cambio de privilegios de Steelyard. Fue construida en 1735 con su forma final por las autoridades de la City y demolida en 1760. A menudo se exponían en esta puerta las cabezas de los criminales ejecutados. La Muralla de Londres (que no se conserva en este sector) dividía el barrio y la calle en una parte interior llamada Bishopsgate Within y una parte exterior llamada Bishopsgate Without. La calle Bishopsgate forma parte de la A10 y la sección al norte del emplazamiento de la puerta original es el inicio de la Ermine Street romana, también conocida como Old North Road.
La iglesia parroquial de la zona de Bishopsgate Without es St Botolph-without-Bishopsgate, situada justo al norte de la puerta original, en el lado oeste de la calle. Bishopsgate Within estaba dividido originalmente en muchas parroquias, cada una de las cuales con su iglesia parroquial propia, como St Andrew Undershaft, St Ethelburga Bishopsgate, St Martin Outwich, St Mary Axe y St Helen's Bishopsgate, actualmente fusionadas todas ellas bajo el nombre de la última de estas. St Helen's es una iglesia medieval de gran valor histórico y un antiguo establecimiento monástico con muchos monumentos funerarios antiguos y una vidriera en el que está representado William Shakespeare, un antiguo feligrés que vivió en la zona a principios y mediados de la década de 1590.

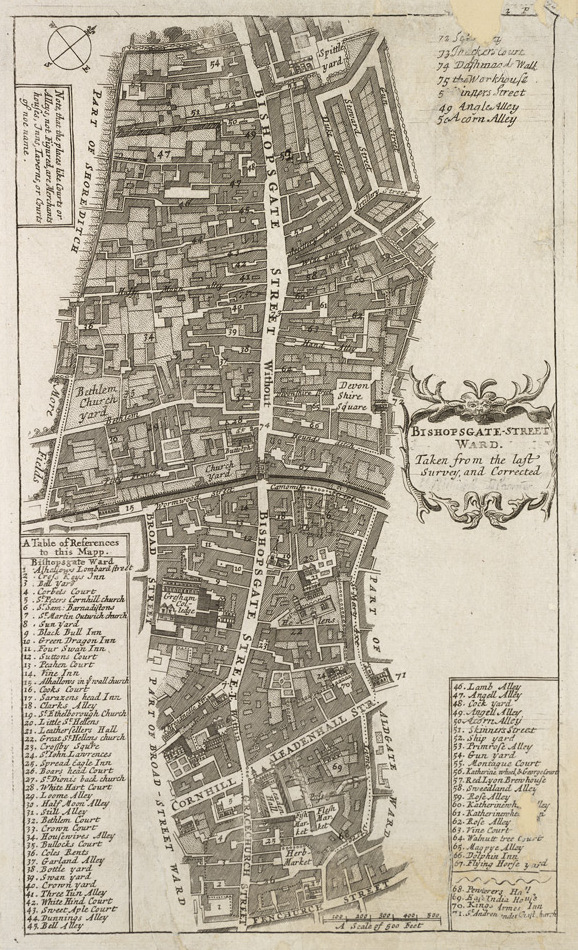
El barrio de Bishopsgate en 1720.

Originalmente había en Bishopsgate muchas posadas que alojaban a los pasajeros que se establecían en la Old North Road. Aunque sobrevivieron al Gran Incendio de Londres, todas ellas han sido demolidas, aunque el actual pub White Hart, situado al norte de St Botolph's en la intersección con Liverpool Street, es el sucesor de una posada del mismo nombre. Otras de ellas eran the Dolphin, the Flower Pot, the Green Dragon, the Wrestlers, the Angel y the Black Bull. El último de ellos fue un lugar de actuación de la compañía teatral Queen's Men en el siglo XVI.
El nombre de una posada llamada the Catherine Wheel (demolida en 1911) es recordado por la Catherine Wheel Alley, que se dirige hacia el este desde Bishopsgate. También se conservó la fachada del siglo XVII de la casa de Sir Paul Pindar, demolida para permitir la construcción de la Estación de Liverpool Street en 1890, que se puede ver actualmente en el Museo de Victoria y Alberto. En el siglo XVIII esta grandiosa residencia se convirtió en una taberna llamada Sir Paul Pindar's Head. Otra taberna notable fue la London Tavern (1768-1876). También se demolió (aunque fue reconstruido posteriormente en Chelsea) el antiguo Crosby Hall, antigua residencia de Ricardo III y Thomas More.

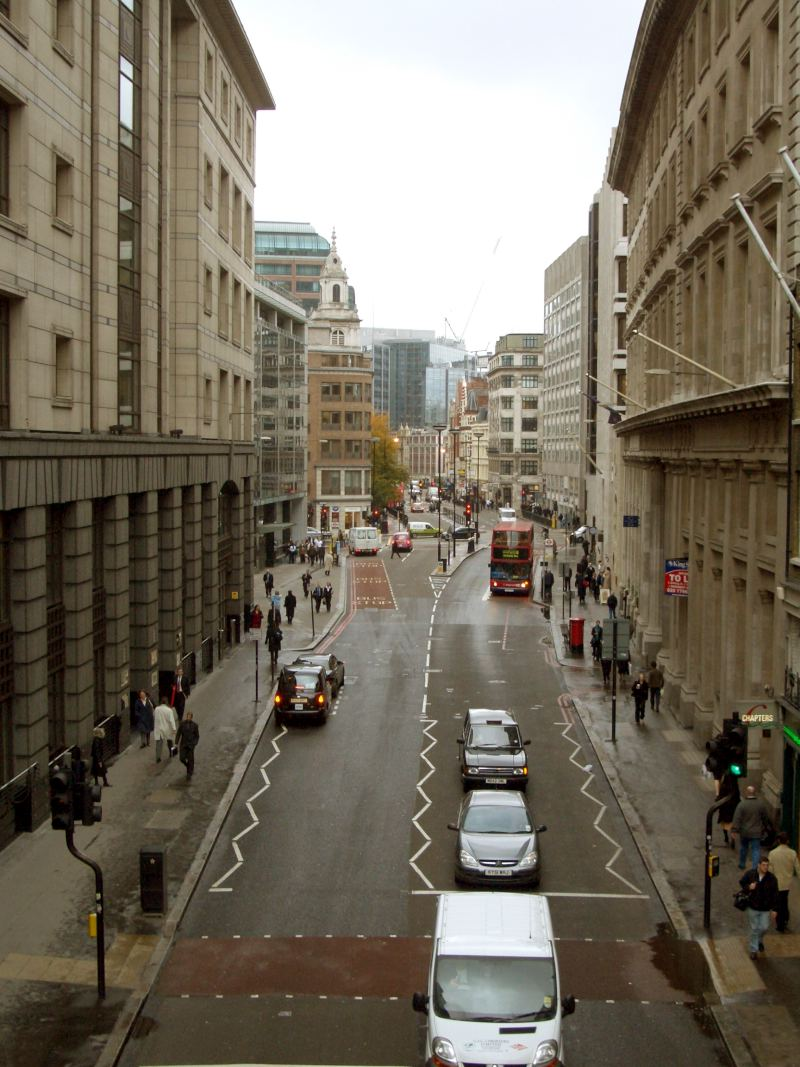
Mirando hacia el norte desde un puente peatonal sobre Bishopsgate en 2004.

También se encuentran en Bishopsgate Dirty Dick's (un pub de más de doscientos años de antigüedad), el Bishopsgate Institute, y muchas oficinas y rascacielos. La calle alberga las oficinas principales de Londres de varios bancos, como el Royal Bank of Scotland y el Banco Europeo para la Reconstrucción y el Desarrollo. Dentro del barrio está el Broadgate Estate.
El 24 de abril de 1993 se produjo allí un atentado con camión bomba del IRA que asesinó al periodista Ed Henty, hirió a más de cuarenta personas y causó daños por valor de £ 1000 millones, incluida la destrucción de la iglesia de St Ethelburga y daños a la NatWest Tower y la Estación de Liverpool Street. La policía había recibido un aviso codificado, pero todavía estaban evacuando la zona en el momento de la explosión. La zona ya había sufrido daños en el atentado del Baltic Exchange del año anterior.

## Rascacielos

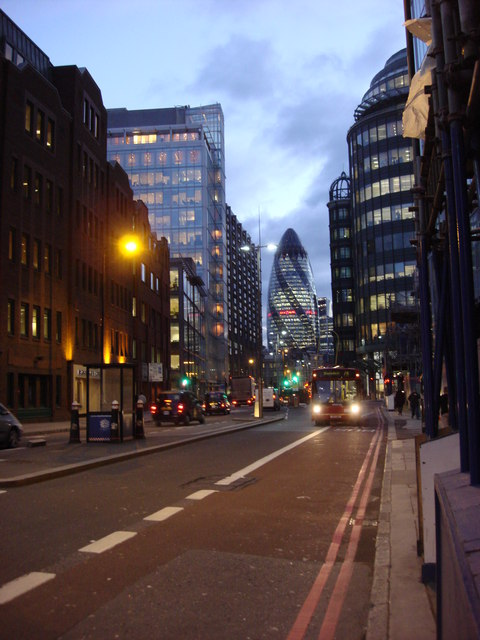
Mirando Bishopsgate hacia el sur desde Norton Folgate.

Los siguientes son los rascacielos y edificios altos construidos, en construcción o aprobados en la calle Bishopsgate, de norte a sur:
- Broadgate Tower
- Heron Plaza (propuesto)
- Heron Tower
- 99 Bishopsgate
- 100 Bishopsgate (en construcción)
- Tower 42
- 22 Bishopsgate

## Política
Bishopsgate es uno de los veinticinco wards de la City de Londres, cada uno de los cuales elige un alderman para la Court of Aldermen y commoners (el equivalente de un concejal en la City) para la Court of Common Council de la City of London Corporation.

## Galería de imágenes

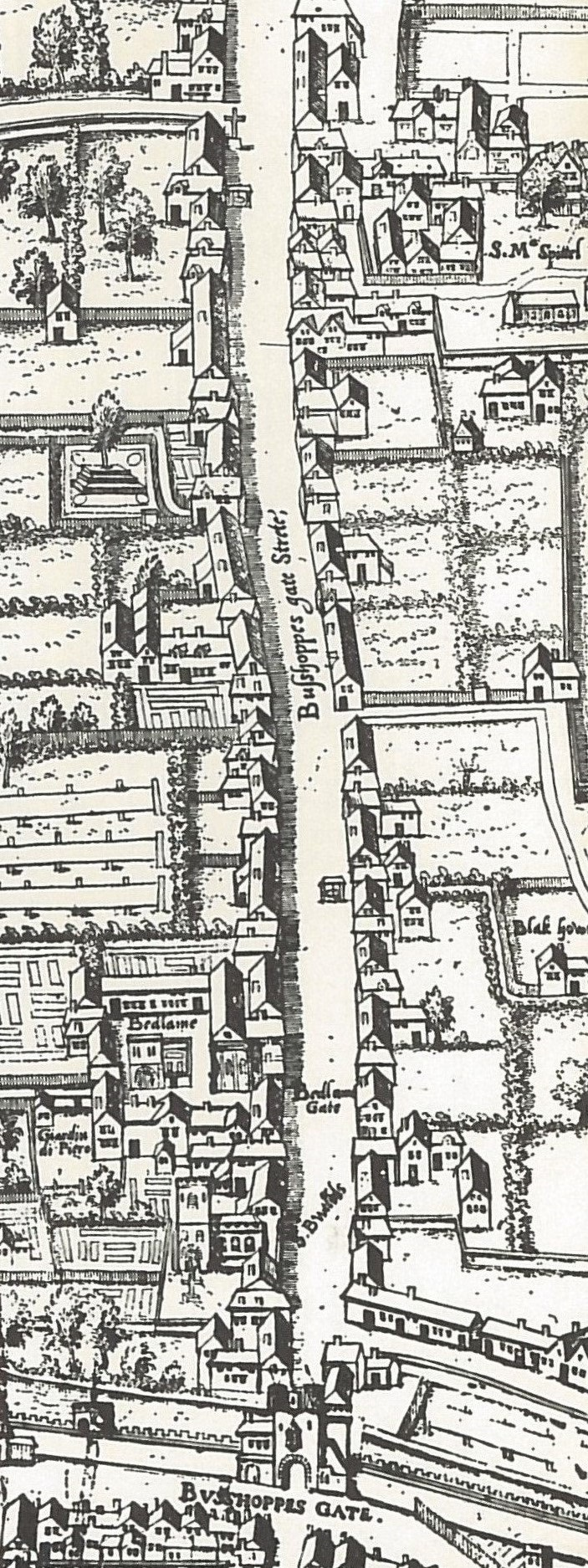
Bishopsgate y la parte extramural de Bishopsgate Street en el Copperplate map of London de la década de 1550.
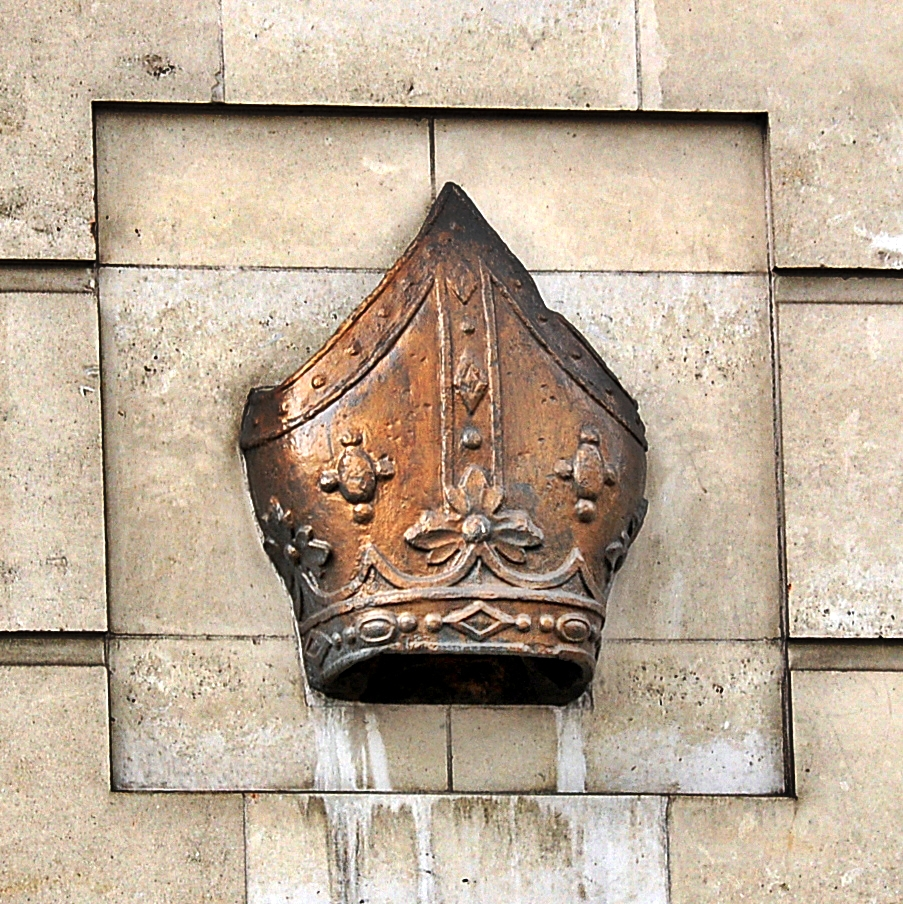
La mitra de obispo en la intersección de Bishopsgate con Wormwood Street.
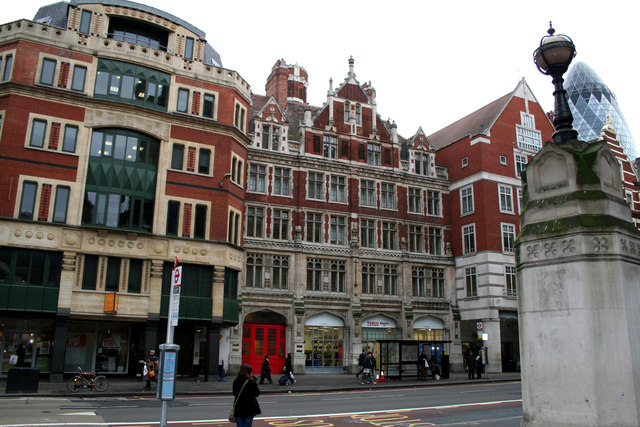
Una antigua estación de la London Fire Brigade en Bishopsgate (diseñada por Robert Pearsall), actualmente un supermercado.
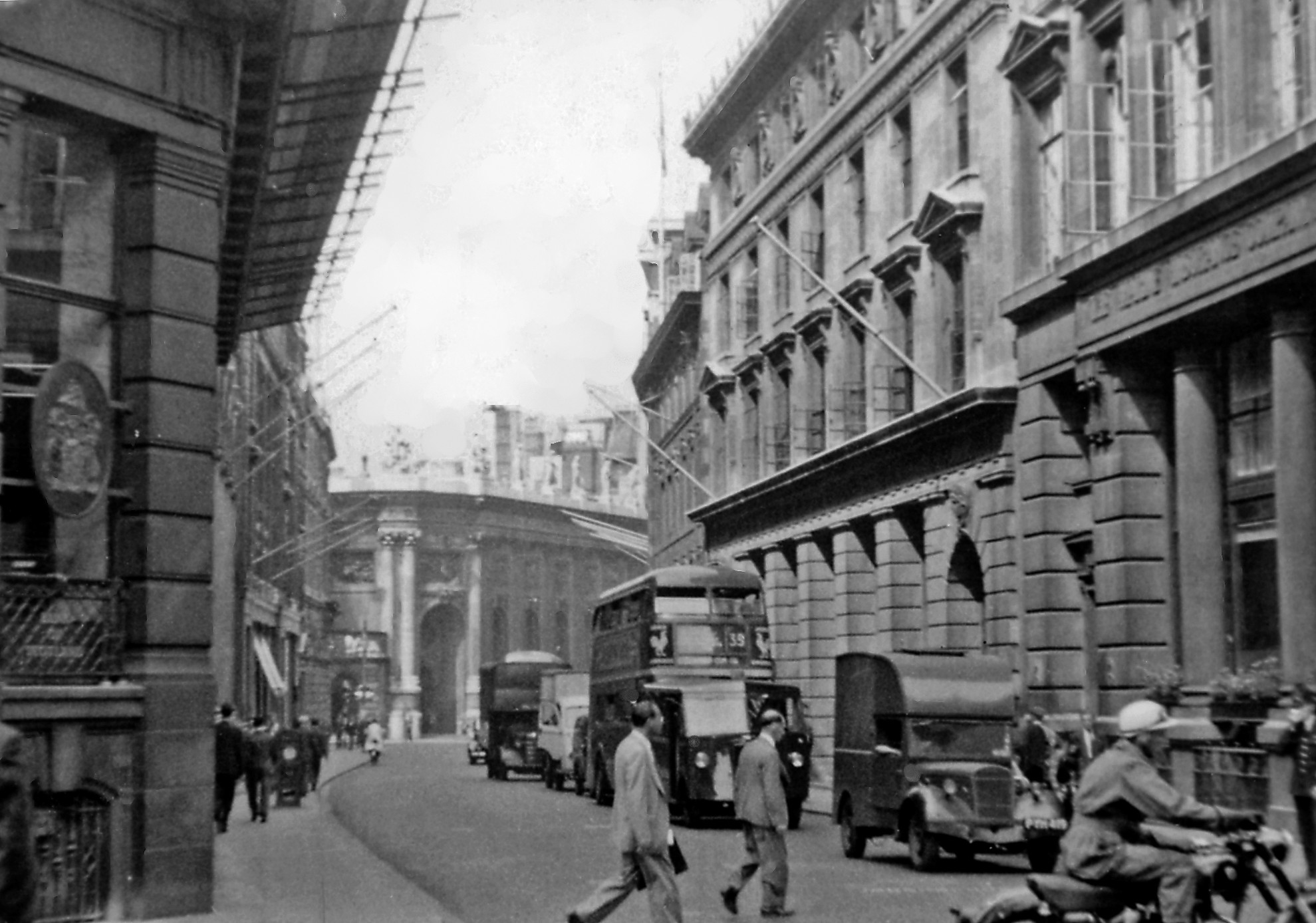
La parte sur de Bishopsgate en 1955, mirando al norte hacia el National Provincial Bank.
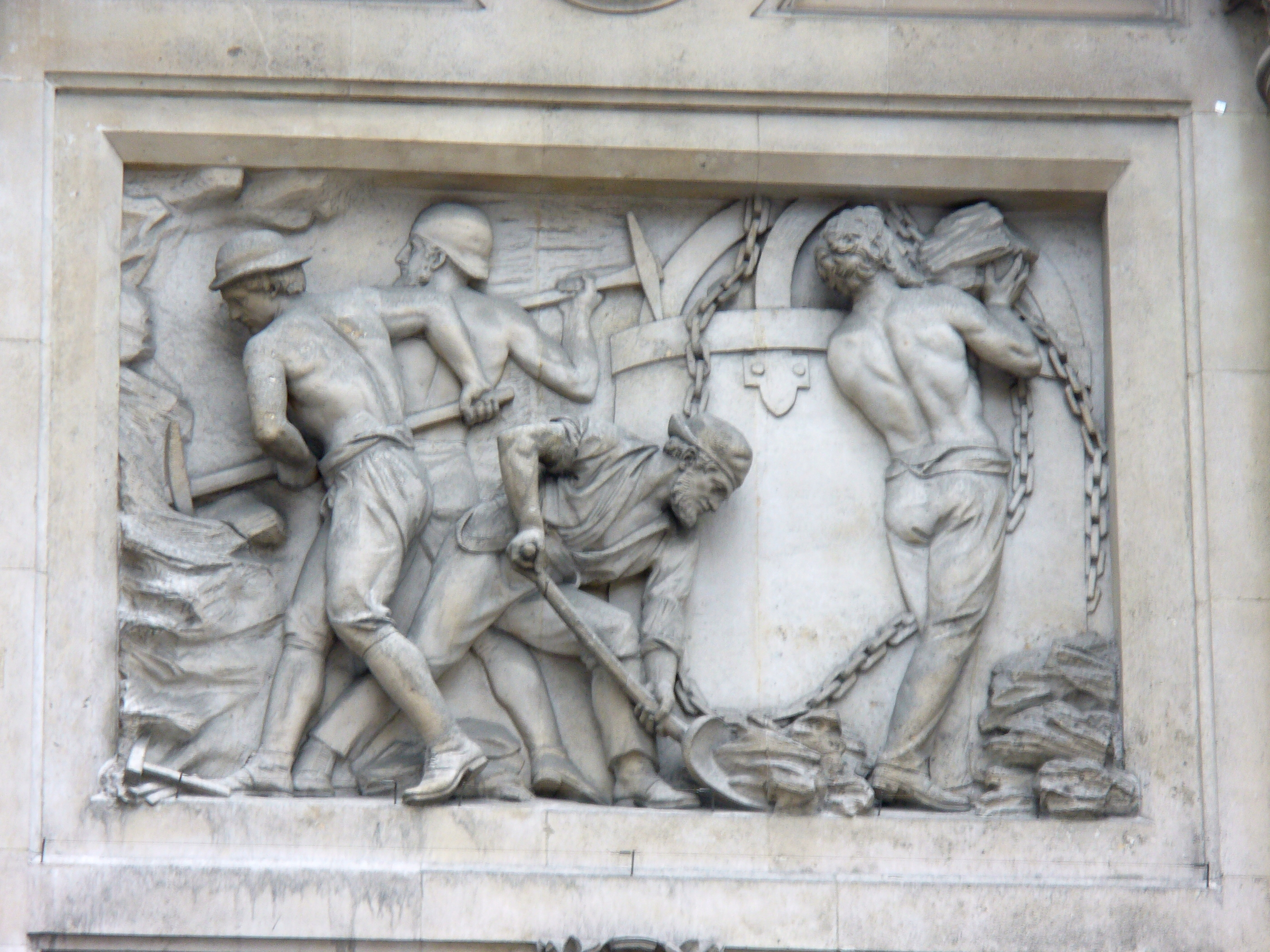
Bajorrelieve en el antiguo National Provincial Bank.
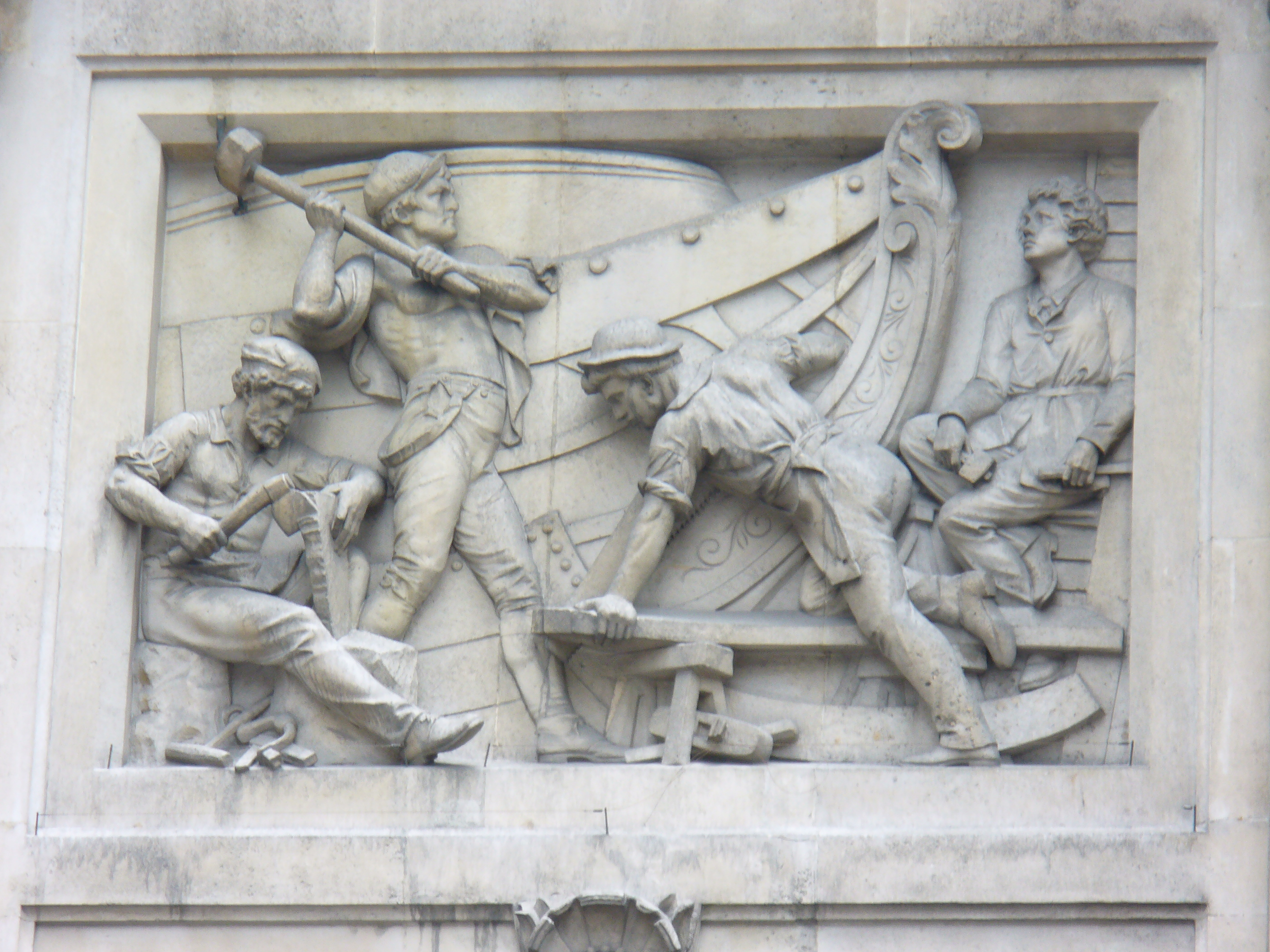
Desde el mismo edificio.
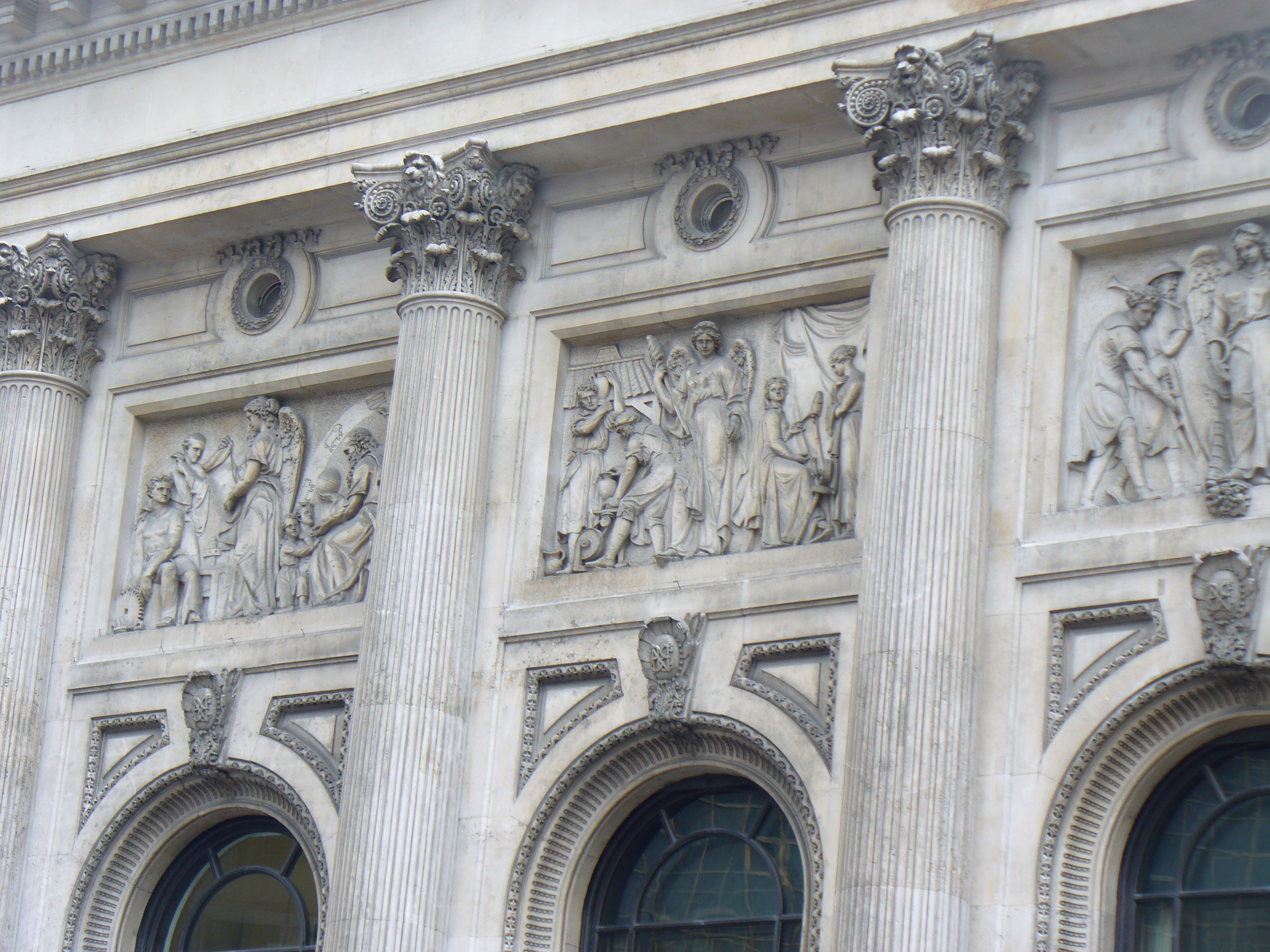
Vista de otra parte del edificio.